# 盆回り
盆回り（ぼんまわり）とは、TBSテレビ（東京放送）のバラエティ番組『8時だョ!全員集合』の中で、コント終わりのオチ音として使用されていたBGMの曲名。フジテレビのバラエティ番組『ドリフ大爆笑』の公開コント等でも使用された。作曲は、番組の音楽を担当していたたかしまあきひこ。

## 概要
『地獄のオルフェ』の序曲第3部「カンカン（ギャロップ）」と「剣の舞」、サイレント映画のチャンバラシーンのイメージを発想元として作曲された。初めてこの曲が流れたのは1972年3月4日放送の、時代劇ドラマの制作現場を舞台にした前半コント「これがテレビなのだ!」の回である。それまでコント終了時のBGMは、毎回テーマにあわせて作曲され、放送当日に演奏・録音されていたが、番組ディレクターといかりや長介がこの曲を大変気に入り、以後頻繁に使用されるようになる。
1974年頃には前半コント終了のBGMとして定着し、幾度かのアレンジ変更を経て最終回まで使用されることになる。なお、この曲が流れる平均時間は約20〜30秒で、Aメロ部分が終了する頃にはゲスト歌手のイントロが始まる。

## 曲名の由来
タイトルの「盆」とは、舞台転換に使用するターンテーブルを業界用語で「ボン（盆）」と呼ぶことに由来する。
当初は「追っ掛け」というタイトルであったが、コント終了と同時にこの曲が流れ、舞台が回転しながら場面転換されていく様子を、スタッフが「ボン廻り」と呼んでいたことからこの呼称が定着した。
同じ経緯で、放送前の舞台開幕時に流れる「緞帳上がり」という曲が存在する。
なお、1996年には「盆回り」の曲名でJASRACに楽曲登録された。
一方、TBSのモバイル楽曲ダウンロードサイト「TBSメロディ」には、「コント終了時の曲」という題名で登録されている。

## 音源の変遷
初代（1972年3月4日〜1979年3月6日）
他の劇伴（コント開始のテーマ、体操マーチ等）と同様、岡本章生とゲイスターズが舞台で演奏したものを収録。Bメロ部分のアレンジが、2代目および3代目と少し異なる。また放送回によって、テープスピードが普通のバージョンとアップテンポのバージョンがある。
2代目（1979年3月13日〜1982年1月30日）
フジテレビ『ドリフ大爆笑』のコントで使用した、オーケストラアレンジによるもの。当時『ドリフ大爆笑』の音響効果に、TBS系の音響効果会社である「メッセ」が協力していたため、同番組でも使用された。
なお、TBS『オールスター感謝祭』の中で使用されているものは、この2代目バージョンである。
3代目（1982年2月6日〜1985年9月28日）
「合唱隊テーマ」「体操マーチ」等とともに、新たにスタジオ録音されたもの。ステレオとなる。最終回まで長く使用された。また『全員集合スペシャル』等の特番や、DVDに収録された1970年代のコント終わりに2代目またはこの3代目の音源がマスキングされていることが多い。

## 商品化音源
下記『アニメ&キッズ・ヒットマーチ2006』や『ザ・ドリフターズベストコレクション』へのカバー版の収録がある。それ以前は、たかしまの意向や諸権利の問題から商品化されていなかった。
ビッグヒットマーチシリーズ（2004年）
EMIミュージック・ジャパンから発売。「盆回り」と「剣の舞」と「天国と地獄」のメドレーの繰返しでEMIオーケストラ演奏により収録された。
運動会ヴァージョン（2006年）
コロムビアミュージックエンタテインメント（現：日本コロムビア）より発売された『2006 アニメ&キッズ・ヒットマーチ』にコロムビア・オーケストラ演奏により収録された。編曲はたかしまが担当した。運動会で大道具の出し入れ時に流すことを目的としていることから、2分19秒もの長時間収録されており、メロディが3回繰り返される。また、終盤はテンポアップし、新たに運動会向けに「終了」を知らせるメロディが追加された。なお、同曲は過去にTBSラジオなどで使用されている。
8時だョ!全員集合メドレーヴァージョン（2010年）
「運動会ヴァージョン」同様、コロムビア・オーケストラ演奏により、コロムビアミュージックエンタテインメントより発売された『2010 アニメ&キッズ・ヒットマーチ』に収録された。今回は、『全員集合』の「オープニング・マーチ」「ドリフ音頭（北海盆唄）」「ヒゲのテーマ」「ドリフの早口ことば」「ドリフのビバノン音頭」とともにメドレー形式でスペシャルマーチとして収録された。曲調は2代目ヴァージョンに近く、運動会ヴァージョンのように終了する形となった。

## 人類滅亡シリーズ
2000年代後半頃から、この楽曲を「地球大進化〜46億年・人類への旅」の巨大隕石衝突シミュレーション映像と合わせ、「○○で人類滅亡」というタイトルでインターネット上に投稿されたMADムービーが流行した。それら一連の動画を総称して「人類滅亡シリーズ」と呼ぶようになった。